# Worksop

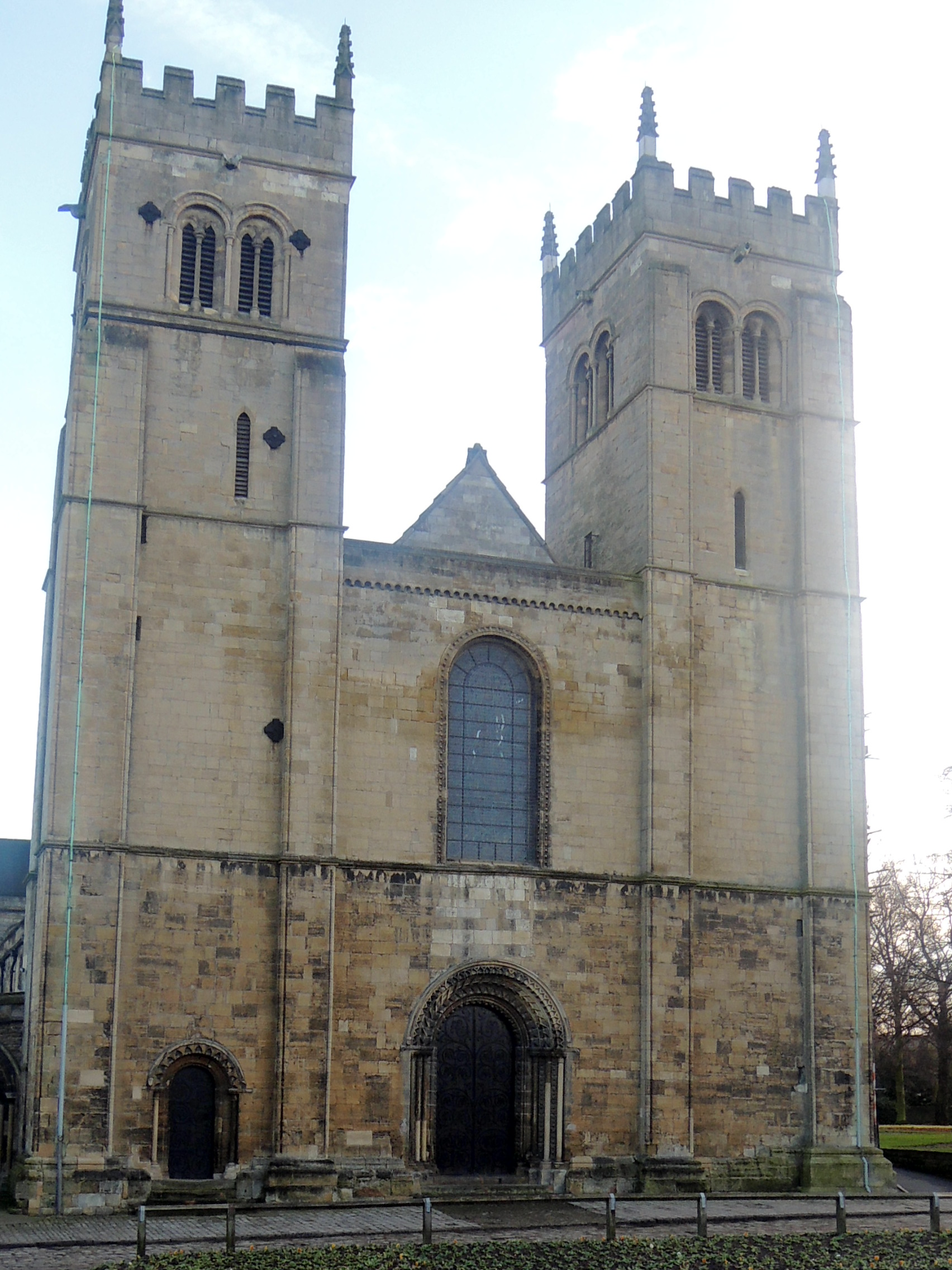
Priorij van Worksop

Worksop is een plaats in het bestuurlijke gebied Bassetlaw, in het Engelse graafschap Nottinghamshire. De plaats telt 39.800 inwoners (2004).

## Golf
De Worksop Golf Club, opgericht in 1914, is bekend omdat het de thuisbaan is van Lee Westwood. Het is ook de club waar Maurice Bembridge, nu speler op de Europese Senior Tour, al op 15-jarige leeftijd assistent-professional werd.

## Kolenmijnen die sluiten en nieuwe bedrijven
In de 19e en 20e eeuw werkten veel inwoners in de kolenmijnen. Toen de mijnen eind jaren 1980 en begin jaren 1990 dichtgingen, ontstond er een hoge werkloosheid onder de plaatselijke bevolking.
Het (hard)druggebruik nam in die periode sterk toe. In het begin van de 21e eeuw was de werkeloosheid lager dan in de rest van Engeland. Dit kwam mede door een aantal nieuwe fabrieken en distributiecentra die zich in Worksop vestigden, waaronder een groot bedrijf in plasticrecycling.

## Geboren in Worksop
- Donald Pleasence (1919-1995), acteur
- Gordon Harris (1940-2014), voetballer
- Peter Hindley (1944-2021), voetballer
- Graham Taylor (1944-2017), voetballer en voetbalcoach
- Maurice Bembridge (1945-2024), golfspeler
- John Parr (1954), zanger
- Bruce Dickinson (1958), zanger van Iron Maiden
- Lee Westwood (1973), golfspeler
- Mark Foster (1975), golfspeler
- Liam Palmer (1991), Schots voetballer

## Referentie
1. ↑  (en)  Recyclinginternational.com Plasticrecyclingsbedrijf MBA Polymers vestigt zich in Worksop